# Daniel Angelocrator
Daniel Angelocrator, eigentlich Daniel Engelhardt (* 19. Oktober 1569 in Korbach; † 30. Juli 1635 Köthen), war ein deutscher reformierter Theologe.
Angelocrator, Sohn eines Bäckers und späteren Bürgermeisters in Korbach in der Grafschaft Waldeck, studierte ab 1588 Theologie in Marburg und 1589 im niederländischen Franeker. Danach begleitete er als Tutor zwei junge hessische Adelige, die jungen von Ufflen und von Schachten, an den Universitäten Marburg und Helmstedt. Bei seiner Rückkehr 1594 geriet er wegen seines reformierten Glaubens in Streit mit seinem Vater und ging nach Genf, wo er Anschluss an den Reformator Théodore de Bèze fand und wo ihm sein ehemaliger Zögling von Ufflen Unterkunft gewährte. Bald darauf erhielt er eine allerdings sehr dürftig bezahlte Anstellung am Gymnasium in Stade.
Ab 1597 lebte er in Nordhessen, zunächst als Pfarrer in Martinhagen, ab 1601 in Istha und Wenigenhasungen und ab 1606 in Frankenberg/Eder. 1607 wurde er von Landgraf Moritz von Hessen-Kassel zum Archidiakon und 1614 zum Superintendenten in Marburg ernannt. In diesen Jahren wirkte er führend an der reformierten Kirchenreform von Hessen-Kassel mit, und er war einer der hessischen Teilnehmer an der Dordrechter Synode vom 13. November 1618 bis zum 9. Mai 1619.
Er musste nach der Übernahme von Marburg durch den Landgrafen Ludwig V. von Hessen-Darmstadt im Jahre 1624 Marburg verlassen und wurde 1625 Pfarrer in Gudensberg. 1626 verlor er sein gesamtes Hab und Gut an die plündernden Truppen von Tilly. Er zog nach Kassel und wurde Beisitzer des dortigen Konsistoriums. 1627 ging er nach Köthen als Superintendent im Fürstentum Anhalt-Köthen. Dieses Amt hatte er bis 1631 inne. Dann trat er in den Ruhestand.